# Karl McKay Wiegand
Karl McKay Wiegand, född 2 juni 1873, död 12 mars 1942, var en amerikansk botaniker verksam vid Cornell University.
Auktorsnamnet Wiegand kan användas för Karl McKay Wiegand i samband med ett vetenskapligt namn inom botaniken; se Wikipediaartiklar som länkar till auktorsnamnet.